# Jasna Kolar-Merdan
Jasna Kolar-Merdan (nacida Jasna Merdan, en bosnio: Јасна Мердан, Mostar, 19 de octubre de 1956) es una exjugadora de balonmano yugoslava y nacionalizada austriaca.

## Trayectoria
Está considerada una de las mejores jugadoras austriacas de todos los tiempos y jugó para la selección nacional de Yugoslavia y la de Austria. 
Compitió en los Juegos Olímpicos de Verano de 1980, en los Juegos Olímpicos de Verano de 1984 para Yugoslavia y en los Juegos Olímpicos de Verano de 1992 para Austria.
Fue elegida Jugadora Mundial de Balonmano en 1990 por la Federación Internacional de Balonmano.
También está en el Salón de la Fama de la Federación Austriaca de Balonmano.
Jasnar Kolar-Merdan comenzó a jugar al balonmano en el club de su ciudad natal, el ŽRK Lokomotiva Mostar y, en 1977, ayudó al club a ascender a la primera división de la liga yugoslava. En 1983 terminó segunda en el campeonato yugoslavo con su primer club.
En 1984 se unió al club austriaco Hypo Südstadt (más tarde conocido como Hypo Niederösterreich) con el que levantó en cuatro ocasiones la Liga de Campeones EHF (1989, 1990, 1992 y 1993), además de conseguir 10 títulos de la liga local.
En los Juegos Olímpicos de 1980 ganó la medalla de plata con el equipo yugoslavo, quedando detrás de la Unión Soviética y por delante de la RDA y, en el Campeonato Mundial de Balonmano Femenino de 1982, consiguió la medalla de bronce con la selección yugoslava. Fue la máxima goleadora del torneo con 52 goles.
En los siguientes Juegos Olímpicos, los de Los Ángeles'84 ganó la medalla de oro como miembro del equipo yugoslavo, además de proclamarse la máxima goleadora del torneo. Ostenta el record hasta la fecha de más goles en un partido de balonmano en los Juegos Olímpicos, tras anotar 17 goles en la victoria por 33 a 20 sobre Estados Unidos.
En 1985 obtuvo la ciudadanía austriaca y, a partir de ese año, pasó a jugar para la selección nacional de Austria. Su primer torneo con la selección austriaca fue el Campeonato Mundial de 1986, donde Austria acabó en el puesto 12.
En 1992, con el equipo austriaco, jugó en el torneo olímpico de Barcelona'92, donde Austria acabó en quinto lugar. Jugó los cuatro partidos y marcó 23 goles. 
En total, marcó 1.206 goles con la selección nacional austriaca, lo que supone un récord nacional.
En 1993 se unió al club vienes WAT Fünfhaus, donde jugó durante una sola temporada, antes de terminar su carrera.

## Premios y Galardones

### Con la selección
- 1 x Medalla de oro en los Juegos Olímpicos de 1984
- 1 x Medalla de plata en los Juegos Olímpicos de 1980
- 1 x Medalla de bronce en el Campeonato Mundial 1982

### De clubes
- 4 x Liga de Campeones de la EHF: 1989, 1990, 1992, 1993
- 10 x Campeonato de Austria (1984/85–1992/93)
- 4 x Copa de Austria: (1990–1993)

## Vida
Desde 1994 tiene junto con su marido una cafetería en Maria Enzersdorf.
En 2014 se convirtió en entrenadora del club austriaco Union Korneuburg.